# James Skivring Smith
James Skivring Smith, född 1825, död tidigast 1892, var Liberias president från den 4 november 1871 till den 1 januari 1872.